# 佐藤亜樹
佐藤 亜樹（さとう あき、1977年2月8日 - ）は、日本のフリーアナウンサー、映像ディレクター、実業家。東京都世田谷区出身。

## 経歴
東京都立青山高等学校、早稲田大学人間科学部スポーツ科学科（現・スポーツ科学部）卒業。
1999年に仙台放送へ入社。
2004年2月1日付でテレビ神奈川 (tvk) に移籍。その理由は自身が元々スポーツアナウンサー志望であった事によるもので、当時既に女性の実況アナウンサーがいた同局を志望した。
2015年1月末にtvkを退社。その後はフリーアナウンサーとして活動する傍ら、独学で動画撮影や編集を習得する。
2017年9月に映像制作会社「想映のまち」を設立。同社の代表を務めている。

## 人物・エピソード
- 兄はテレビ朝日ディレクターの佐藤一馬で、その妻である萩原智子は義姉にあたる。
- 趣味・特技はイラストで、『ベイスターズくらぶ』のマスコット「流星」のデザインを手がけた。その後2008年度の『YOKOHAMAベイスターズナイター』でも起用される。
- 子供の頃は自分のことを半分男子と思いこみ、また周囲の女子からもそう見られていたらしく、女子の仲間に入れてもらえないことがあったという。当時を知る人間にはアナウンサーとしての今の姿を信じてもらえないらしい。
- 子供の頃からサッカーに勤しみ、学生時代は女子サッカーの選手だったこともある。社会人になってからはフットサルに勤しむ。
- 大学時代はアイスホッケー部のマネジャーをし、春名真仁や土田英二と親しかった。
- 2006年11月の全国高等学校サッカー選手権大会神奈川県大会準決勝でスポーツ中継の実況を初めて務めた。その後、2008年12月31日には全国高等学校サッカー選手権大会1回戦で実況を担当した（tvkの女性アナウンサーが同大会の実況を担当するのは先輩の三崎幸恵に次いで2人目）。
- 2010年7月、第92回高校野球神奈川県大会中継でtvkの女性アナウンサーとしては初めて3試合の実況を担当した。以後2013年の大会まで毎年担当していた。
- 2011年5月26日、「tvkプロ野球中継 熱烈ベイスターズLIVE!!」の横浜ベイスターズ対東北楽天ゴールデンイーグルス[2]2回戦の中継で、tvkの女性アナウンサーとしては初めてプロ野球中継の実況を担当した。
- 『ずばり!横濱』では、青山高校の先輩でもある横浜市長（当時）の林文子と共演している。
- 石原都知事の熱狂的なファンである。
- tvkで同期だった相賀真理子やフリーアナウンサーの新井麻希らと仲が良く、特に相賀とはtvk退社後も仕事中でもメールをし合う仲だという。

## 出演番組

### フリー転身後
- tvkスポーツスペシャル 横浜マラソン2015（tvk、2015年3月15日、リポーター）
- 第19回日産少年サッカー大会・決勝（2020年2月19日[3] ）- 実況担当

### tvk時代
- とっておき自遊食感ハマランチョ（番組開始 - 2005年3月）- 月・火曜前半MC
- みんなが出るテレビ（番組開始 - 2004年12月23日）
- 深海魚 - 不定期 最終回も担当
- あっぱれ!KANAGAWA大行進
  - 第4期アシスタント（2005年4月19日 - 2007年3月31日）
  - 代演MC（2012年12月17日）[4]
- 緑への歩み - ナレーション
- ベイスターズくらぶ - アシスタント
- Hi!横濱編集局（2009年4月 - 12月）- 番組内での肩書はデスク（アシスタント）。
- ベイスターズなう（2011年2月6日 - 3月）- 司会
- 第65回毎日映画コンクール表彰式（2011年2月8日）- 司会
- ずばり！横濱（2010年1月2日 - 2013年3月30日）- アシスタント
- ニュースFRIDAY - 2010年度スポーツ担当
- tvkニュース930（2011年 - 2012年）- スポーツ担当   ※根岸佑輔と交代で担当
- カルチャーSHOwQ〜21世紀テレビ検定〜（2007年4月- 2009年3月、2009年7月の特番も担当。tvk制作・東名阪ネット6）
- キックオフ!!F・マリノス - MC
- NEWS930α - スポーツ担当  ※根岸佑輔と交代で担当
- tvkニュース・天気（随時）
- tvkプロ野球中継 横浜DeNAベイスターズ熱烈LIVE - ベンチリポーター及び実況担当
- 高校野球神奈川大会（2010年 - ）- 実況
- 高校野球ニュース（7月開催期間中・2006年大会より担当）
- 全国高等学校サッカー選手権大会（日本テレビ系列）- リポーター及び実況
- サッカー、バスケットボール、ハンドボール実況

### 仙台放送時代
- ヨジテレビ!
- 仙台放送スーパーニュース
- MiMiよりマーケット